# Louis Auguste de Jassaud
Louis Auguste de Jassaud, Louis Charles Auguste de Jassaud (ur. 1 maja 1782 w Fontainebleau, zm. 1853) – francuski wojskowy i dyplomata.
Po ukończeniu Szkoły Wojskowej w Rebais wstąpił do francuskiej służby zagranicznej, pełniąc w niej obowiązki konsula-stażysty w Smyrnie (1802-1808), wicekonsula w Neapolu (1810), wicekonsula i sekretarza generalnego w Gdańsku (1810-1812), wicekonsula w Lieubau i Szwajcarii. Powrócił do służby wojskowej towarzysząc królowi, jako porucznik gwardii, w podróży w Belgii, w niedługim czasie uzyskał stopień podpułkownika gwardii szkockiej (1814), przywrócono mu tytuł barona i awansował na stopień marszałka polowego, odpowiednik gen. bryg. (1822). W 1835 przeszedł na emeryturę.